# Dariusz Malinowski (generał)
Dariusz Robert Malinowski (ur. 17 października 1966 w Warszawie) – polski pilot wojskowy; generał dywizji Wojska Polskiego; dowódca 10 eskadry lotnictwa taktycznego (2003–2010); dowódca 32 Bazy Lotnictwa Taktycznego (2010–2012); dowódca 2 Skrzydła Lotnictwa Taktycznego (2014–2016); od 2020 zastępca Dowódcy Operacyjnego Rodzajów Sił Zbrojnych.

## Życiorys
Dariusz Malinowski urodził się 17 października 1966 w Warszawie. Absolwent Liceum Lotniczego w Dęblinie (1985).

### Wykształcenie
Absolwent Wyższej Oficerskiej Szkoły Lotniczej w Dęblinie (1989); Akademii Obrony Narodowej w Warszawie i (Air War College) w Maxwell – USA. Ukończył także Joint Services Command and Staff College w Wielkiej Brytanii i Military Training Assistance Program w Saint Jean w Kanadzie oraz inne szkolenia specjalistyczne.

### Służba wojskowa
Dariusz Malinowski w roku 1989 ukończył Wyższą Oficerską Szkołę Lotniczą w Dęblinie. Po promocji został skierowany do 10 pułku lotnictwa myśliwskiego w Łasku na stanowisko starszego inspektora bezpieczeństwa lotów. Następnie w dalszej służbie obejmował funkcje: starszego pilota, dowódcy klucza, nawigatora eskadry. Po rozformowaniu 10 plm od 1 stycznia 2001 pełnił służbę w 10 eskadrze lotnictwa taktycznego na stanowisku zastępcy dowódcy eskadry, którym był do 2003. W tym samym roku został wyznaczony na dowódcę 10 elt. dowodząc do 2010. W okresie dowodzenia 10 elt uczestniczył w przygotowaniu personelu latającego do przeszkolenia w USA na samolot wielozadaniowy F–16. W latach 2004–2006 uczestniczył w szkoleniu na F–16 w 162 Skrzydle Lotniczym w San Antonio w Teksasie. Od stycznia 2010 dowodził 32 Bazą Lotnictwa Taktycznego w Łasku, a następnie pełnił służbę w Szefostwie Wojsk Lotniczych w Dowództwie Sił Powietrznych. 
W 2013 po zakończeniu studiów w USA powrócił do realizacji zadań w Dowództwie Sił Powietrznych. W dniu 6 stycznia 2014 objął stanowisko dowódcy 2 Skrzydła Lotnictwa Taktycznego w Poznaniu. Organizator w roku 2014 obchodów 60–lecia polskiego lotnictwa w Krzesinach. 30 lipca 2014 Prezydent RP Bronisław Komorowski awansował go na stopień generała brygady. Akt mianowania otrzymał 15 sierpnia 2014. W dniu 9 grudnia 2016 uroczyście przekazał obowiązki dowódcy 2 Skrzydła Lotnictwa Taktycznego płk dypl. pil. Jackowi Pszczole. 12 grudnia 2016 został skierowany do dalszej służby w Warszawie, gdzie objął funkcję dowódcy Centrum Operacji Powietrznych – Dowództwo Komponentu Powietrznego (COP-DKP), którym był do 3 lutego 2020. 10 listopada 2018 Prezydent RP Andrzej Duda mianował go na stopień generała dywizji. 20 stycznia 2020 minister obrony narodowej Mariusz Błaszczak wyznaczył go na zastępcę dowódcy operacyjnego rodzajów sił zbrojnych.
Jest pilotem klasy mistrzowskiej, spędził za sterami różnych typów samolotów (TS-11, MiG-21, T–38, F–16) 2500 godzin, z czego 1200 h. na samolocie F-16. Żonaty, dwie córki. Zainteresowania – lotnictwo, literatura, żeglarstwo, piłka nożna.

## Awanse
- podporucznik – 1989[2]

(...)
- generał brygady – 2014[13]
- generał dywizji – 2018[14]

## Ordery, odznaczenia i wyróżnienia[15]
- Lotniczy Krzyż Zasługi – 2013[16]
- Zloty Medal „Siły Zbrojne w Służbie Ojczyzny”
- Srebrny Medal „Za zasługi dla obronności kraju”
- Odznaka tytułu honorowego „Zasłużony Pilot Wojskowy”
- Odznaka pamiątkowa 10 eskadry lotnictwa taktycznego – 2003, ex officio
- Odznaka pamiątkowa 32 Bazą Lotnictwa Taktycznego – 2010, ex officio
- Odznaka pamiątkowa 2 Skrzydła Lotnictwa Taktycznego – 2014, ex officio
- Odznaka pamiątkowa COP-DKP – 2016, ex officio
- Odznaka Pilota Wojskowego
- Komandoria Krzyża „W Służbie Bogu i Ojczyźnie” – 2024[17]

i inne